# Anton Gassauer
Anton Gassauer (7. dubna 1848 Zlovědice – 1. ledna 1916 Vídeň) byl česko-rakouský právník.

## Život

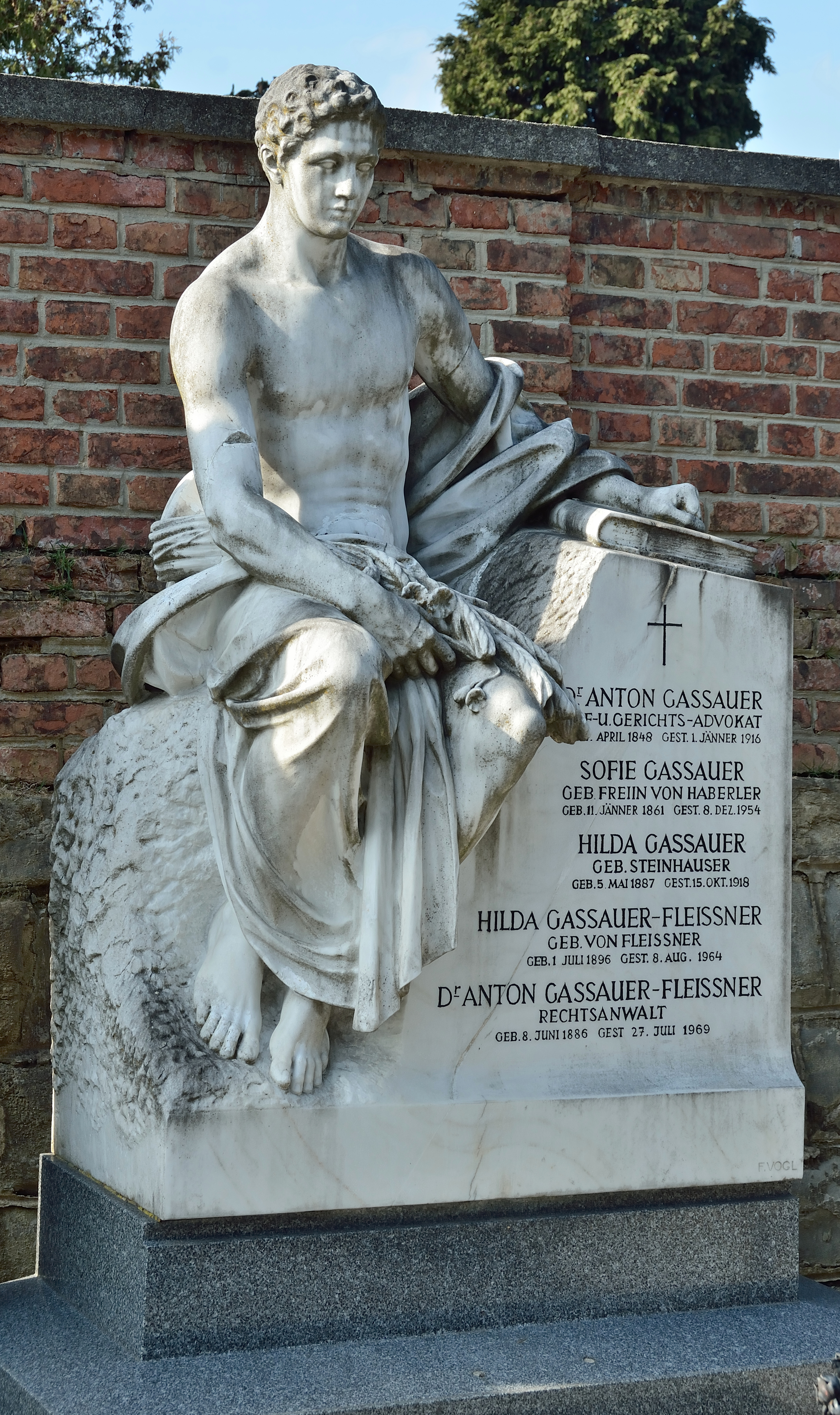
Hrob rodiny Gassauerů v Hietzingu ve Vídni

Anton se narodil v čp. 3 místnímu sedlákovi Josefu Gassauerovi. Matka Josefa rozená Gebertová pocházela z Mor. Intelektuální zázemí Anton zřejmě v rodině měl: jeho děd Johann se uvádí jako "Schulaufseher" (školní inspektor) na zlovědické škole. Rodičům, kteří měli sedm dětí, patřily zlovědické usedlosti čp. 2 a 3; po čase je však museli prodat. Základní vzdělání získal Gassauer na škole ve svém rodišti, pak nastoupil na gymnázium v Žatci. Poté studoval práva na univerzitách v Praze a ve Vídni, kde získal titul doktor práv.
Ve Vídni se také usadil a postupně se stal vyhledávaným advokátem. Právnické služby vykonával i pro některé členy císařského dvora. Po určitou dobu působil ve výboru Dolnorakouské advokátní komory.
Gassauer byl muž mnoha zájmů. Působil jako předseda Akademického pěveckého spolku ve Vídni. Zajímal se také o zemědělství. Navštěvoval Střední školu zemědělskou ve Vídni a zkušenosti získával také na studijních cestách v Rakousku i v cizině. To mu umožnilo převzít právní agendu velkých panství. Mj. se stal právním zástupcem Herbersteinů, majitelů panství Nepomyšl nedaleko jeho rodných Zlovědic.
Gassauer ale nezapomínal ani na své rodiště. Pravidelně se svou rodinou Zlovědice navštěvoval. Kromě toho spolu se svým bratrem Juliusem podporoval místní školu. Pořídil pro ni sbírku knih, opatřil učební pomůcky a zakoupil nástěnnou mapu podbořanského okresu. Okresní učitelský spolek ho jmenoval v roce 1903 svým čestným členem.
Za manželku si vzal Sofii rozenou Haberlerovou (1861–1954). Měli spolu dva syny, Antona a Franze, a dceru Julii.